# Петър Чех
Петър Чех (на чешки: Petr Čech) е чешки футболист, играещ като вратар. За Челси играе от юли 2004 г  до 2015. След, което преминава в Арсенал до 2019, когато обявява отказването си от футбола. Преди това е играл за отборите на Бишани, Спарта Прага и Рен. Печели три индивидуални награди за „Най-добър вратар“ през сезони 2004/2005, 2006/2007 и 2007/2008 на УЕФА Шампионска лига. В Челси заема пост на технически съветник. Октомври 2020, Чех е включен в състава на Челси за сезон 2020/2021 във Висшата лига, като играч без договор.

## Кариера
Като млад талант, Петър изгражда репутацията си в Спарта Прага, където едва на 19 години той чупи националния рекорд за най-дълго време без допуснат гол.
Също така задминава и още един рекорд, този път в Шампионска лига, като 1000 минути не допуска топката да влезе във вратата му. Това му спечелва трансфер в Рен, Франция, където по средата на втория му сезон се съгласява да подпише петгодишен договор с Челси от сезон 2004/05. Челси плаща 9 млн. британски паунда за Чех през юли 2004 г. .
В младежкия отбор на Чехия Чех дава огромен принос за коронясването на родината му за Европейски шампион на 2002 г., а на Евро 2004 донася пет чисти мрежи, полуфинал и си спечелва място в класацията на УЕФА за най-добри играчи на състезанието.
Сезон 2007/08 донася смесени чувства на вратаря, станал два пъти шампион с Челси, Петър Чех. Вратарят е измъчван от травми в прасеца и бедрото, а след инцидент на тренировка Петър получава тежка прорезна рана на лицето.
Както и в предходната година, той се възстановява и е в добра форма за края на сезона, достигайки още един финал, този път за Шампионската лига в Москва.
Чех прави отлично двойно спасяване в този исторически мач през първото полувреме, а спасената дузпа на Кристиано Роналдо е първата му за Челси след изпълнение на дузпи.
Първият избор за вратарския пост за четири сезона се адаптира за смяната на треньора на вратарите. Когато Силвино Лоуро напуска заедно с Жозе Моуриньо, постът му заема бившия му треньор в Рен, Кристоф Лолишон.
Откакто работи с двамата, Чех е определян от много хора за най-добрия вратар в света, а неговата репутация се повишава след като по забележителен начин той се възстановява от контузията през октомври 2006 г., която първоначално поставя под въпрос бъдещето му като футболист. В една от най-забележителните истории на сезон 2006/07 Петър Чех превръща съмненията за бъдещето на кариерата му в безспорно потвърждение, че той е най-добрият вратар в света.
Показвайки самоотверженост и силен дух Чех преодолява сериозна контузия на главата и се завръща в игра само три месеца след инцидента.
В рамките на няколко седмици той дори постига рекорд от седем поредни мача за Челси и Чехия без да допуска гол във вратата си, като същевременно играе с риск за здравето си. Той е блестящ и през останалата част от сезона, включително и на полуфинала за ФА Къп, когато Челси отстранява Блекбърн с трудна победа.
Когато Петър идва на Стамфорд Бридж той вече е с цели 7 милиона британски паунда по-скъп от всички минали вратари на Челси взети заедно. Той е купен, за да повиши качеството на отбора и да осигури сериозна и полезна конкуренция на Карло Кудичини.
Той веднага привлича вниманието с височината си, скорост на реакциите и увереността да напуска гол линията си и започва кариерата си в Челси като избор номер едно за Жозе Моуриньо.
Още първия си сезон в Челси Петър влиза в статистиката като вратаря с най-добра репутация за всички времена. Със своите 1024 минути без допускане на гол от декември до март чехът поставя нов рекорд за Англия. На края на този сезон той вече има първия си шампионски медал плюс рекорд за най-малко допуснати голове и най-много мачове без допуснат гол в Англия.
Също така той е отличен и със „Златните ръкавици“ на Барклейс за сезон 2004/05. Въпреки че защитата на Челси през сезон 2005/06 не е така убедителна както миналия сезон, Петър продължава да блести и има огромен принос за спечелването на следващата титла. И имайки предвид, че 14 месеца той играе с болки в рамото, това му постижение заслужава още повече адмирации.
Чех пропуска първия мач от 2006/07 заради операция в рамото, но се завръща за работа на пълни обороти още през август. За жалост обаче, ужасен сблъсък с играча на Рединг Стивън Хънт през октомври 2006 г. оставя Чех с фрактура на черепа и се налага незабавна операция – 30 шева и голяма почивка.
През сезон 2007/08 формата на Петър остава постоянна с някои нехарактерни грешки за него. Той поема цялата отговорност за грешката си при ъгловия удар в мача като гост на Арсенал, както направи и на Евро 2008, когато не успя да хване топката и позволи на Турция да изравни и в края на краищата Чехия отпада от надпреварата.
По време на продължението на финала на Шампионска лига през 2011/12 срещу Байерн Мюнхен спасява дузпи, а при изпълнението на дузпи в края на мача спасява още две, което е достатъчно за спечелването на шампионската титла. В края на сезон 2011/12 преподписва договора си с Челси до 2016 г. 
За периода 2004/05 – 2011/12 в Челси Чех запазва мрежата си чиста в 178 мача от 369-те изиграни мача, 48%, за Челси. 

## Хокейна кариера
След края на футболната си кариера подписва с хокейния Гилдфорд Финикс от четвъртото ниво на английския хокей. След това играе по един сезон за Чемлфсфорд Шифтейнс и Оксфорд Сити Старс.

## Отличия

### Турнирни отличия
- 1 път победител в Шампионска лига (сезон 2011/12) с Челси [2]
- 4 титли на Висшата лига на Англия с Челси [2]
- 4-кратен носител на ФА Къп с Челси [2]
- 2-кратен носител на Карлинг Къп с Челси [2]
- 1 път победител в Лига Европа (сезон 2012/2013) с Челси

### Индивидуални награди
- Играч на годината на Челси за сезон 2010/11 [2]